# Massakern på Via Fani

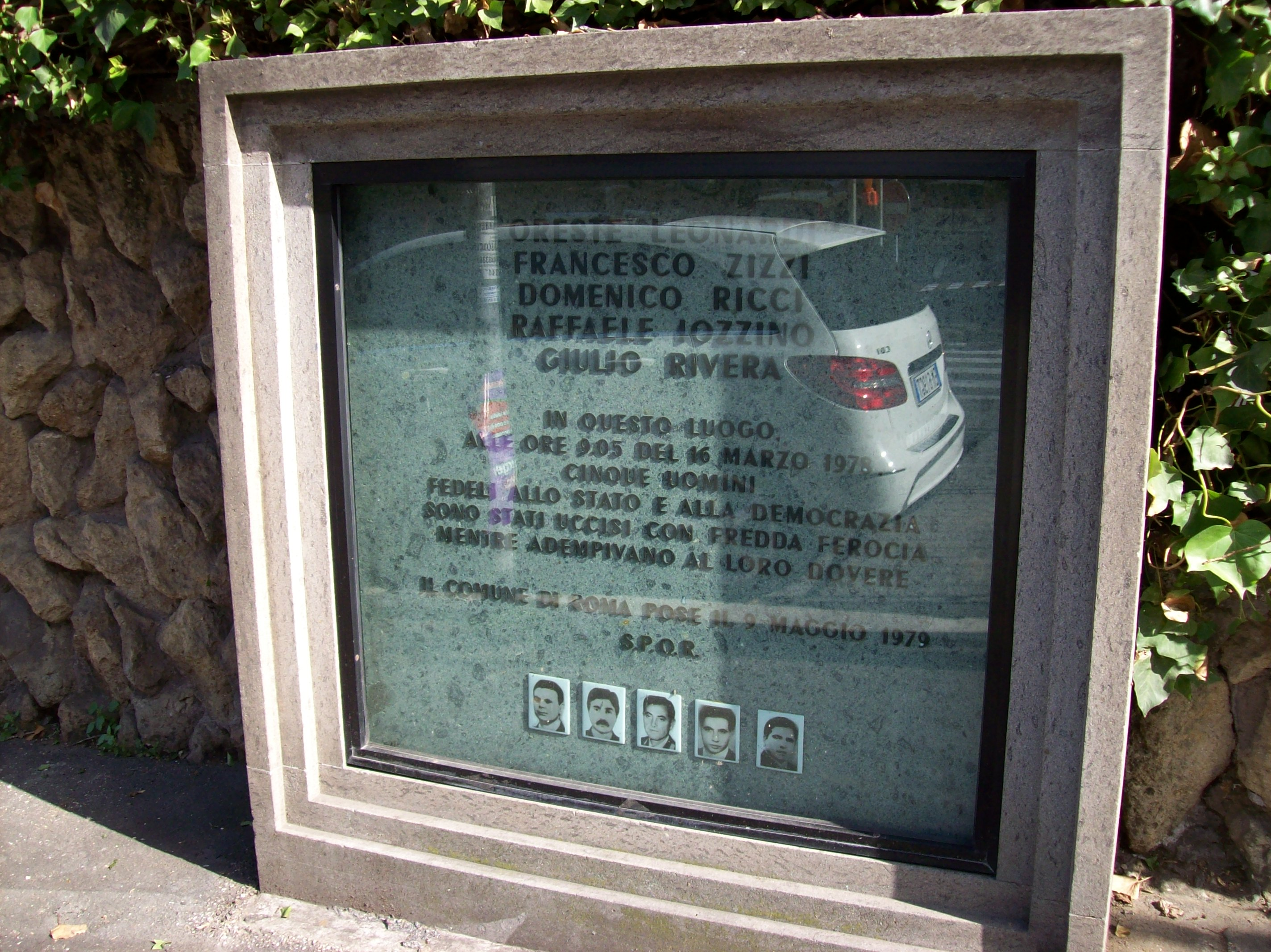
Minnestavla vid Via Mario Fani åt de fem polismän som mördades den 16 mars 1978.

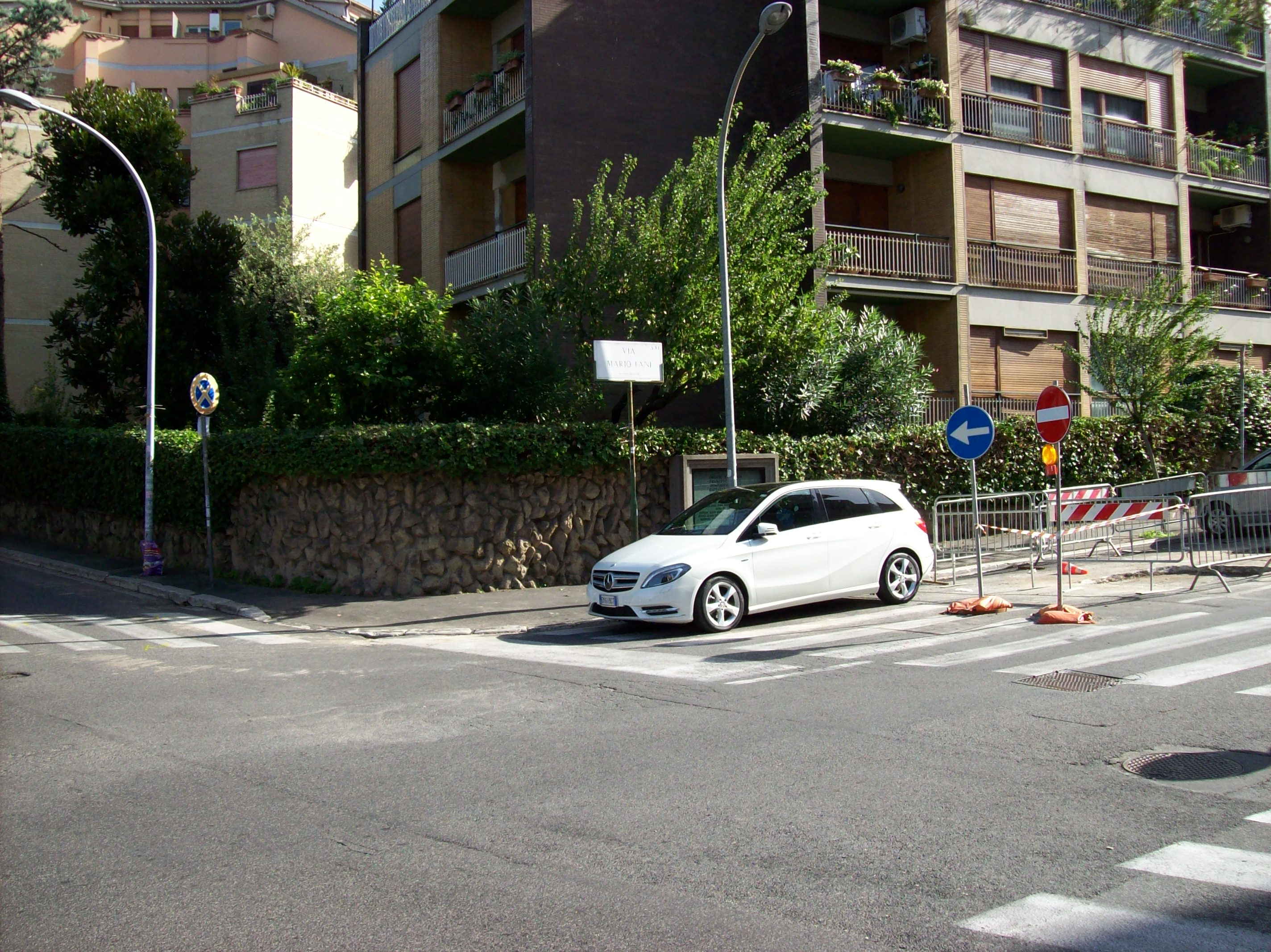
Korsningen Via Mario Fani-Via Stresa där bakhållet ägde rum. Bilen på bilden från 2012 står nästan exakt på den plats där Mario Moretti stannade 34 år tidigare.

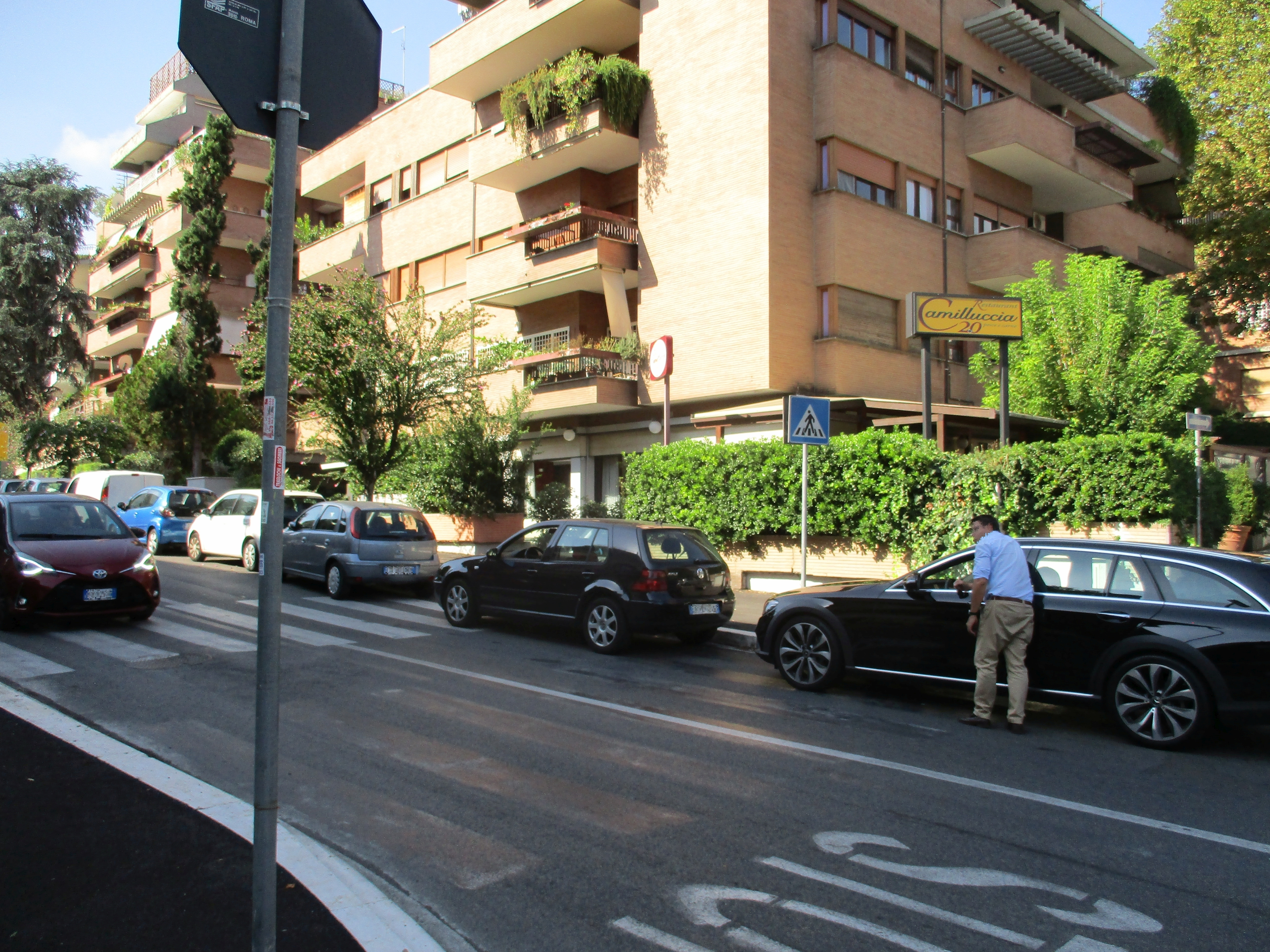
Via Mario Fani fotad från Via Stresa. De beväpnade terroristerna stod ungefär vid skylten för övergångsstället, utklädda till Alitalia-piloter.

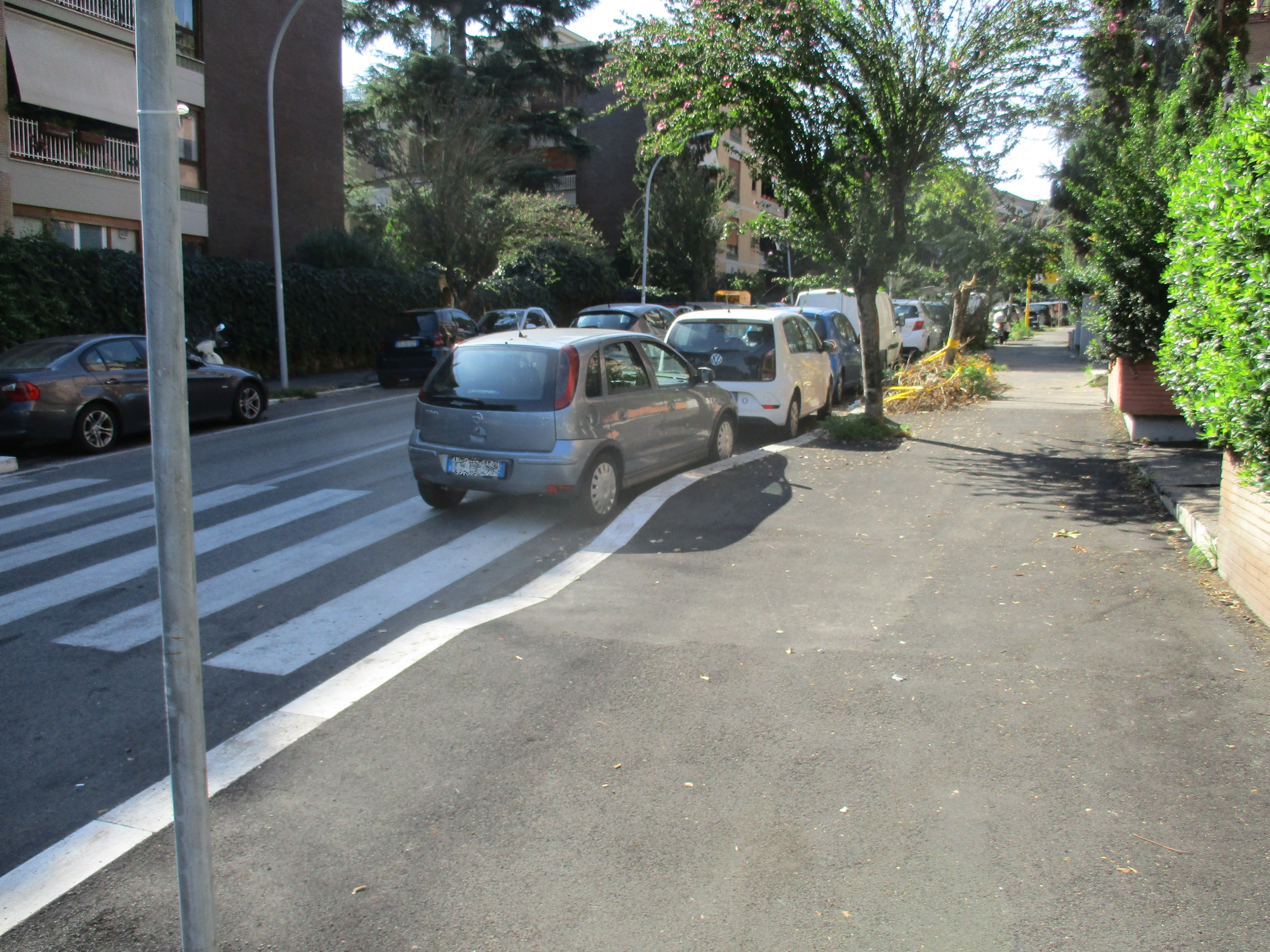
Den här bilden är tagen från samma plats där attentatsmännen väntade mot det håll från vilket Moros eskort ankom.

Massakern på Via Fani och bakhållet på via Fani är i Italien vedertagna benämningar på den terroristattack morgonen den 16 mars 1978 på Via Mario Fani i Rom som inledde kidnappningen av Aldo Moro. För att själva kidnappningen inte skulle äventyras hade ledningen för Röda brigaderna beslutat att alla Moros livvakter skulle dödas. Man lyckades också med detta utan egna förluster. Endast en av de fem livvakterna, Raffaele Iozzino, hann få fram sitt vapen och besvara elden innan han dödades.

## Bakgrund
Röda brigadernas nybildade enhet i Rom ("colonna romana") började under 1977 planera kidnappningen av en högt uppsatt politiker i huvudstaden. Man förvärvade för ändamålet en lägenhet på Via Camillo Montalcini 8, skriven på Anna Laura Braghetti. I lägenheten byggdes en ny mellanvägg och därmed skapades en liten cell i "folkets fängelse", med dimensionerna cirka 1,2 x 3 m. Vem som skulle sitta fängslad där var då ännu inte bestämt men enighet rådde om att det borde vara en ledande person inom Democrazia Cristiana. Tre starka kandidater förekom i diskussionerna: Giulio Andreotti, Amintore Fanfani och Aldo Moro. På senhösten 1977 bestämde man sig för att Moro var förstahandsvalet och började utreda hans dagliga rutiner i detalj.

## Planering och förbedelser
Den ursprungliga planen var att kidnappningen skulle ske i kyrkan Santa Chiara a Vigna Clara vid Via Riccardo Zandonai som Moro brukade besöka regelbundet. Planen förkastades efter ett tag då beräkningarna visade att verkställandet i kyrkan skulle kräva alltför många deltagare. Riskerna med en skottväxling i en stor folksamling och för att flyktvägen skulle hinna blockeras bedömdes också vara för stora. Medan brigaderna fortfarande bevakade kyrkan och Moros färdväg dit från hemmet på Via del Forte Trionfale, lade Franco Bonisoli märke till att Moros bil, en Fiat 130 Berlina, var en vanlig standardbil, utan skottsäkra rutor eller pansarplåt. Livvakternas befäl Oreste Leonardi satt alltid framme bredvid chauffören Domenico Ricci och Moro satt vanligen ensam i baksätet. Därmed fastställdes den nya planen: att kidnappa Moro genom att stoppa hans bil och följebilen på lämpligt ställe. Man bedömde att hans livvakter då kunde dödas utan att han skadades. Barbara Balzerani bekräftade senare i sitt vittnesmål inför domstol att dödandet av hela Moros eskort, sammanlagt fem personer i två bilar, uppfattades som en nödvändig förutsättning för att aktionen skulle lyckas. I mitten av februari fattade man det slutliga beslutet att genomföra aktionen.
En stor del av förberedelserna var teoretiska. Att öva på platsen där man skulle slå till var uteslutet. Man åkte till grottor på landsbygden för att provskjuta vapnen för att säkerställa att de fungerade. Flera av de automatvapen som skulle användas var nämligen gamla, tre av gruppens fem kulsprutepistoler var sannolikt hämtade från partisanförråd från andra världskriget. Vid genomgången av riskmomenten uppstod viss oro för att man inte med säkerhet visste vilka dagar Moros kortege skulle ta vägen längs Via Fani. När 16 mars fastställdes som datum för aktionen innebar det inte att man visste att han skulle passera då och man måste därför vara beredda på att upprepa alla förberedelser den 17 och kanske även den 18 mars. Att ett antal personer och bilar dag efter dag samlades på en viss plats och sedan lämnade den igen utan att till synes ha något där att göra var förstås riskabelt. Att Moros kortege kom förbi redan första dagen var alltså maximal tur för brigadisterna.

## Bakhållet
I stort sett all säkerställd kunskap man har om detaljerna kring kidnappningen av Aldo Moro har man fått genom de vittnesmål som de för dådet åtalade och dömda terroristerna avgett inför domstolar och parlamentariska kommissioner. Antalet inblandade terrorister i aktionen var sammanlagt minst tolv, av vilka nio deltog direkt i själva bakhållet. Fyra av dem var designerade som primära skyttar: Franco Bonisoli, Raffaele Fiore, Prospero Gallinari och Valerio Morucci. De väntade på Moros kortege utklädda till Alitalia-personal och låtsades vara fördjupade i samtal om någonting på trottoaren utanför en stängd bar. En ambulerande blomförsäljare som sedan ett par år varje morgon brukade parkera sin skåpbil mittemot baren, hindrades från att vara närvarande genom att man skar sönder alla fyra däcken på hans fordon sent på kvällen 15 mars. Mario Moretti körde bilen som stoppade Moros bil genom att han tvärbromsade framför den när han nådde fram till Via Stresa klockan 09:02. Morettis bil var en Fiat 128, försedd med CD-skyltar stulna från en venezuelansk diplomats bil. Barbara Balzerani parkerade sin bil på Via Stresa och när aktionen började steg hon ut beväpnad med en kulsprutepistol för att hindra någon från att komma in på Via Fani från Via Stresa. En bit bakom de stoppade bilarna på Via Fani steg Alessio Casimirri och Alvaro Lojacono ut ur sin bil med samma uppgift, att hålla folk som kom från det hållet borta från händelsernas centrum. Lojacono var beväpnad med ett automatgevär. Bruno Seghetti satt precis runt gathörnet på Via Stresa i den blå Fiat 132 som Moro skulle bortföras i och väntade på att skottlossningen skulle upphöra så att han snabbt kunde backa in på Via Fani för att hämta Moro. Även Casimirris hustru, Rita Algranati, deltog i attacken som spanare. Hennes uppgift var att signalera när Moros kortege svängde in på Via Mario Fani.
Resultatet av attacken var förödande, men inte främst för att angriparna var skickliga skyttar eller hade särskilt effektiva vapen, utan för att deras offer i bilarna med ett undantag inte hade sina vapen inom omedelbart räckhåll. Det fanns en kulsprutepistol i följebilen, en Alfa Romeo Alfetta, men eftersom det inte fanns någon akut hotbild förvarades den i bagageutrymmet. I Moros bil låg Leonardis och Riccis pistoler i skyddsfodral under sätena. Leonardi försökte inte ens komma åt sitt vapen under sätet, utan gjorde i stället det som en livvakt är tränad att göra först av allt i en sådan situation. Det läge i vilket hans kropp hittades i bilen visade kombinerat med hans skottskador att han vänt sig om för att trycka ner Moro och skydda honom för beskjutningen, vilket senare också bekräftades av Moruccis vittnesmål i domstolen. Chauffören Ricci sårades först endast lindrigt då Raffaele Fiores kulsprutepistol hakade upp sig och strax därefter även Moruccis k-pist efter att han dödat Leonardi. Ricci försökte med desperata manövrer utnyttja de få sekunder han fick på sig medan de två terroristerna försökte lösa problemen med sina vapen men han kunde inte ta sig förbi någon av bilarna som blockerade Via Fani. Efter bara några sekunder fick Morucci ordning på sitt vapen och avfyrade en dödande skottsalva mot Ricci.
Även Bonisoli och Gallinari som öppnat eld mot Alfettan med de tre livvakterna hade problem med sina vapen. Gallinaris k-pist hakade upp sig efter bara några skott och han övergick till att skjuta med sin pistol. Bonisoli tömde magasinet i sin k-pist mot Alfettan och drog sedan även han fram en pistol. En av livvakterna i Alfettan, Raffaele Iozzino, lyckades ta sig ut ur bilen med sin pistol i handen och hann besvara eldgivningen med ett par skott innan han sårades dödligt av en kula från Bonisolis eller Gallinaris vapen. Det var det sista skottet som avfyrades under attacken. Seghetti backade in på via Fani och Moro flyttades snabbt över till hans bil av Raffaele Fiore. Terroristerna hoppade in i sina flyktbilar och åkte iväg längs Via Stresa. Efter flera bilbyten övergavs tre flyktbilar, inklusive den Fiat 132 som Moro bortförts i, på Via Licinio Calvo, en gata vars sista del mellan Via Lucilio och Via Prisciano utgörs av en trappa. Bilarna kördes dit av Casimirri, Fiore och Bonisoli.  De två sistnämnda gick ner för trappan, tog en buss till Termini och därifrån tåget till Milano. Balzerani och Gallinari som åkte med i Bonisolis bil och skulle stanna kvar i Rom tog hand om Bonisolis och Fiores utrustning. Moro låstes in i sin cell i lägenheten på Via Montalcini knappt 40 minuter efter att Moretti trampat ner bromspedalen.
Totalt avlossade terroristerna under anfallet 91 skott, av vilka 45 träffade sina mål. Iozzino blev genom att han kom ut ur bilen och det relativa skydd den erbjöd också den som träffades av flest kulor, 17 stycken. Zizzi som satt bredvid föraren i följebilen blev endast träffad av tre skott, de tre övriga av 8-9 vardera.

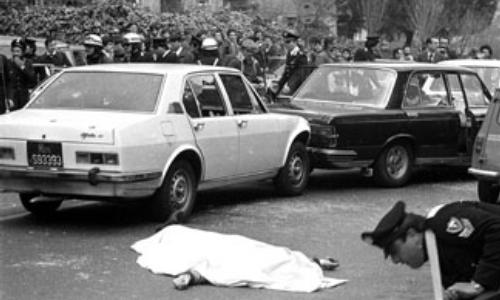
Livvakten Raffaele Iozzinos döda kropp.

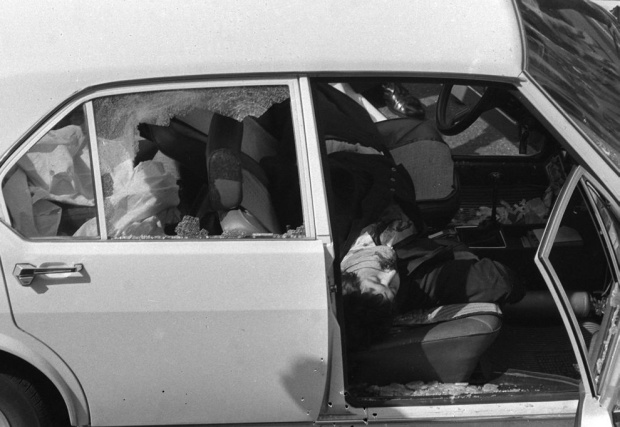
Livvakten Giulio Riveras döda kropp.

## Offer
- Oreste Leonardi (född 10 juni 1926), 51, maresciallo maggiore
- Francesco Zizzi (född 4 juni 1948), 29, vice-brigadiere
- Domenico Ricci (född 18 september 1934), 43, appuntato
- Raffaele Iozzino (född 2 januari 1953), 25, agente
- Giulio Rivera (född 1 augusti 1954), 23, agente

## Monument
På platsen för massakern invigdes år 1979 en minnestavla över Moros fem mördade livvakter. Denna tavla ersattes år 2018 med ett större monument i samband med 40-årsminnet av massakern. På Largo Cervinia i närheten invigde Roms borgmästare Virginia Raggi en park – Giardino Martiri di Via Fani – åt livvakternas minne.